# Northville (comté de Fulton, New York)
Pour les articles homonymes, voir Northville.
Northville est un village situé dans le comté de Fulton, dans l'État de New York, aux États-Unis,. En 2010, il comptait une population de 1 099 habitants.

## Démographie
Lors du recensement de 2010, le village comptait une population de 1 099 habitants. Elle est estimée, en 2019, à 1 053 habitants.